# Ódena
Ódena (oficialmente y en catalán Òdena) es un municipio y localidad española de la provincia de Barcelona, en Cataluña. Perteneciente a la comarca de Noya, según datos de 2018 su población era de 3681 habitantes.

## Geografía
Integrado en la comarca de la Noya, se sitúa a 66 km de la capital catalana. El término municipal está atravesado por la autovía del Nordeste (A-2) entre los pK 552 y 559, además de por la carretera autonómica C-37 que une Manresa con Igualada, y por la carretera local BV-1031 que une Igualada con Prats del Rey. 
El relieve del municipio está caracterizado por una gran depresión de forma circular que se prolonga con la Depresión Central Catalana. Cuenta con una superficie accidentada con abundantes torrentes, limitando al norte y al noroeste con la sierra de Rubió (833 metros) y al noreste con la comarca del Bages. Por el este se levanta el Puig Aguilera (626 metros), que hace de límite con Castellolí. Por el sur se extiende el valle del río Noya, que ocupan los municipios de Igualada y Vilanova del Camí. 
La altitud oscila entre los 833 metros en la sierra de Rubió y los 340 metros en el límite con Vilanova del Camí. El pueblo se alza a 421 metros de altitud sobre el nivel del mar.
| Noroeste: Rubió      | Norte: Rubió y Castellfollit del Boix | Noreste: Castellfollit del Boix |
| Oeste: Rubió y Jorba |                                       | Este: Castellolí                |
| Suroeste: Jorba      | Sur: Igualada y Vilanova del Camí     | Sureste: La Pobla de Claramunt  |

## Historia
En documentos de 957 se cita este castillo perteneciente a la familia Ódena. En 1463 Igualada consiguió que se dictara una orden para derruir el castillo ya que durante la guerra contra Juan II se había posicionado en favor del rey castellano. Más adelante, el término municipal quedó en manos de la familia Cardona quien mantuvo la posesión hasta el fin de los señoríos.
Durante la guerra de la Independencia española se produjeron diversas batallas. Destacan las ocurridas en 1809 y 1811.

## Demografía
Ódena cuenta con una población de 3710 habitantes (INE 2024).
| Gráfica de evolución demográfica de Ódena entre 1842 y 2021                                                           |
| |
| Población de derecho según los censos de población del INE. Población de hecho según los censos de población del INE. |

## Cultura
En las afueras de la población se encuentra la iglesia románica de San Bernabé del siglo XII. Es de nave única, de planta rectangular, y ábside. tiene anexo un campanario. También es de origen románico la iglesia de San Miguel, del siglo XI. Es de nave única con ábside semicircular decorado con lesenas y arcos de estilo lombardo. Fue restaurada en 1976.

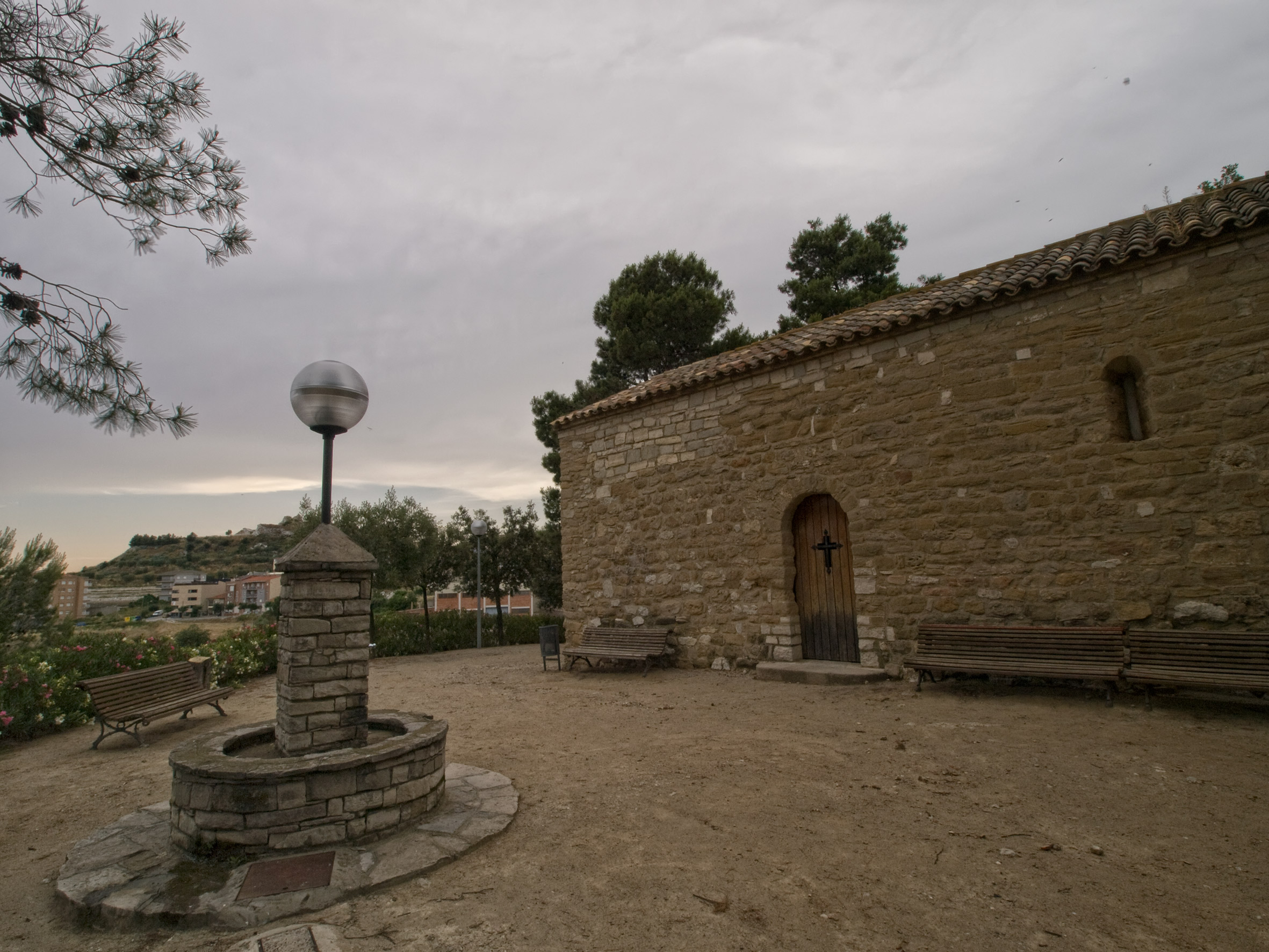
Iglesia románica de San Miguel.

Del antiguo castillo tan solo se conserva una torre poligonal así como parte de un muro. La iglesia parroquial es de nueva construcción (1942).
En la zona del pla de la Torre, cerca del núcleo de l'Espelt, se encuentran los restos de una antigua villa romana, descubiertos en 1948. En las ruinas es posible distinguir las diferentes dependencias destinadas a la vida cotidiana (vilicus) y las destinadas a la actividad agrícola (pars rustica). Se han hallado restos de mosaicos y cerámica que permiten datar la villa en el siglo I a. C.
Ódena celebra su fiesta mayor en abril coincidiendo con la festividad de San Pedro Mártir y en junio coincidiendo con San Pedro Apóstol. La feria se celebra en enero coincidiendo con la festividad de San Sebastián.

## Economía
La principal actividad económica es la agricultura de secano. Destacan los cultivos de cereales, olivos y viñas. Existen algunas granjas avícolas.
Se explotan canteras de yeso y hay fábricas del sector de la alimentación y textil.